# TRADOS (Unternehmen)
TRADOS GmbH – это компания, основанная в Штутгарте, которая производит и поставляет прикладное программное обеспечение TRADOS для машинного перевода и входит в британскую группу компаний SDL с 2005 года. Фирменный программный пакет компании (или их дочерних компаний) – одна из самых важных программ в данной области применения.

## История
TRADOS была основана в 1984 году Йохеном Хуммелем и Ико Книпхаузеном в качестве бюро переводов. Название компании содержит в себе аббревиатуру для TRAnslation & DOcumentation Software. Компания начала разработку программного обеспечения машинного перевода в конце 1980-х годов. Два наиболее важных программных обеспечения, база терминов MultiTerm и память переводов Translator's Workbench, были выпущены в 1992 или 1994 для Windows. В 1994 году компьютерный лингвист Маттиас Хейн присоединился к компании и с тех пор отвечал за редактора WinAlign.
В 1997 году бизнес компании пошел в гору, т.к. Microsoft решили использовать разработки TRADOS для своих внутренних переводческих работ. За ними последовали Dell и другие крупные компании, которым TRADOS обязана большим запасом технической терминологии. В конце 1990-х годов компания была лидером в области программного обеспечения машинного перевода и в то же время самым дорогим поставщиком в этой области. Так, цена продукта Translator's Workbench II в 1998 году составляла 4800 немецких марок.
В 2005 году TRADOS была выкуплена своим британским конкурентом SDL, который взял "Trados" в качестве своего фирменного наименования для программного обеспечения, в том числе и для последующих продуктов.